# Malarina
Malarina is een geslacht van spinnen uit de  familie van de Stiphidiidae.

## Soorten
- Malarina cardwell Davies & Lambkin, 2000
- Malarina collina Davies & Lambkin, 2000
- Malarina masseyensis Davies & Lambkin, 2000
- Malarina monteithi Davies & Lambkin, 2000